# Морисон (Тенеси)
Морисон (енгл. Morrison) град је у америчкој савезној држави Тенеси.

## Демографија
По попису из 2010. године број становника је 694, што је 10 (1,5%) становника више него 2000. године.
| Група             | 2000.       | 2010.       |
| Белци             | 595 (87,0%) | 524 (75,5%) |
| Афроамериканци    | 66 (9,6%)   | 40 (5,8%)   |
| Азијати           | 0 (0,0%)    | 0 (0,0%)    |
| Хиспаноамериканци | 17 (2,5%)   | 117 (16,9%) |
| Укупно            | 684         | 694         |